# Paul Degener
Paul Otto Ludwig Robert Degener (* 25. Februar 1851 in Braunschweig; † 20. Juli 1901 in Stolberg) war ein deutscher Apotheker und Chemiker.

## Leben
Paul Degener wurde 1851 in Braunschweig geboren. Er besuchte das Gymnasium in Helmstedt und absolvierte anschließend eine Apothekerlehre in Eisfeld. Nachfolgend war er bis 1874 in Stade als Apothekergehilfe tätig. Er studierte von 1874 bis 1877 Chemie und Pharmazie in Leipzig. Er arbeitete nachfolgend am dortigen Botanischen Institut und in der Zuckerindustrie. Im Jahr 1880 wurde er Vorstand des Laboratoriums des Vereins für die Rübenzuckerindustrie des Deutschen Reichs. Degener las ab 1884 als Privatdozent an der Universität Berlin und ab 1889 an der Technischen Hochschule Braunschweig. Er galt als Spezialist der Zuckerchemie und der Abwasserreinigung. Degener starb im Juli 1901 im Alter von 50 Jahren in Stolberg im Südharz.

## Schriften (Auswahl)
- Über die Einwirkung schmelzender Alkalien auf einige aromatische Sulfonsäuren. Metzger & Wittig, Leipzig 1879. (Dissertation)
- Reinigung der Abwässer. 1899.